# HMS M16
HMS M16 var en svensk minsvepare som byggdes på Ramsö 1941. Levererades den 3 oktober till flottan. Efter utrangeringen den 30 juni 1984 har hon återfunnits i privat ägo som Joseph Conrad vid Skeppsholmen i Stockholm och sedan såld till  Mike Walder i Smedstop i Skåne. Sommaren 2012 sågs hon ligga vid kaj i dåligt skick ovanför slussarna i Sjötorp. Enligt en annons på Blocket, där motorer och drivlinor såldes, blev hon upphuggen 2018.